# Mini Print Internacional de Cadaqués
El Mini Print Internacional de Cadaqués es un concurso de grabado abierto a todas las tendencias y técnicas de estampación, donde participan artistas de todo el mundo. El concurso se convoca cada año y reúne anualmente unos 650 artistas procedentes de una cincuentena de países de todo el mundo. Aparte de la exposición que anualmente se hace en el Taller Galeria Fort de Cadaqués, desde 1992 el Mini Print también se presenta en Inglaterra y Francia.
La Galeria Fort, creada por Pascual Fort y Mercedes Barberá en 1964, se instaló inicialmente en Tarragona (1964-1973), donde expusieron tanto artistas de gran renombre (Miró, Rouault...), como jóvenes promesas del Campo de Tarragona. En 1965, Pascual Fort instaló un taller en Nueva York; fue premiado por el Museo de Brooklyn y becado por el Institute of International Education en reconocimiento a su tarea como artista y promotor de vanguardia. El año 1973, se establecieron en Barcelona y en Cadaqués, y en 1981 concibieron y llevaron a cabo el primer premio Mini Print Internacional de Cadaqués, un certamen que ha resultado de referencia en el mundo del grabado.
En junio de 2016 se donaron todos los grabados ganadores a la Biblioteca de Cataluña.